# Mount Lockwood
Mount Lockwood är ett berg i Antarktis. Det ligger i Östantarktis. Nya Zeeland gör anspråk på området. Toppen på Mount Lockwood är 3 293 meter över havet.
Terrängen runt Mount Lockwood är kuperad åt sydost, men åt nordväst är den bergig. Trakten är obefolkad. Det finns inga samhällen i närheten.